# Судайский район
Судайский район — административно-территориальная единица в составе Костромской губернии, Ивановской Промышленной, Ярославской и Костромской областей РСФСР, существовавшая в 1928—1932 и 1935—1963 годах.
Судайский район был образован в 1928 году в ходе районирования Костромской губернии. В его состав вошла территория Шартановской волости Чухломского уезда, а также часть территории Георгиевской волости Солигаличского уезда.
В 1929 году Костромская губерния была упразднена, и Судайский район отошёл к Костромскому округу Ивановской Промышленной области. После ликвидации округов в 1930 году район перешёл в прямое подчинение Ивановской Промышленной области.
1 января 1932 года Постановлением Президиума ВЦИК были ликвидированы следующие районы Ивановской промышленной области: Заволжский, Ивановский, Костромской, Рыбинский, Ставровский, Судайский, Ярославский. Территория Судайского района включена в Чухломский район.
В 1935 году Судайский район Ивановской Промышленной области был восстановлен. В него вошли Андринский, Дорофейцевский, Жарковский, Крючковский, Матвеевский, Нагорский, Полторановский, Старовский, Судайский, Трудневский, Фоминцевский, Чертковский и Яковлевский с/с Чухломского района, а также Харитновский с/с Солигаличского района.
В 1936 году Судайский район отошёл к Ярославской области, а в 1944 — к Костромской.
В 1963 году Судайский район был упразднён, а его территория включена в Чухломский район.